# オルフェオ (モンテヴェルディ)

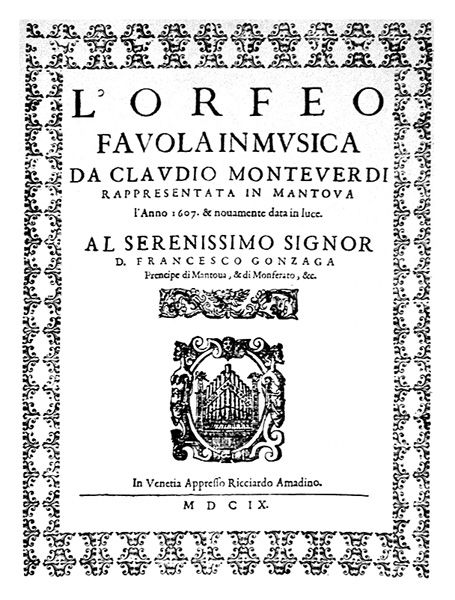
1609年版の表紙

『オルフェオ』（L'Orfeo）は、クラウディオ・モンテヴェルディが作曲した5幕からなるオペラ。1607年に初演された。モンテヴェルディが作曲した最初のオペラである。

## 概要
オペラの起源は、16世紀末にフィレンツェのカメラータを主体として新しいモノディ様式の歌唱を主体とする音楽劇が考案され、ヤコポ・ペーリの『ダフネ』（部分的に残る）および『エウリディーチェ』（1600年初演、現存する最古のオペラ作品）、ジュリオ・カッチーニの『エウリディーチェ』などが作られた。
『オルフェオ』はモンテヴェルディがマントヴァ公爵ヴィンチェンツォ1世・ゴンザーガに仕えていたときの作品で、オペラあるいは音楽劇（ドランマ・ペル・ムジカ）としては6番目の作品にあたるが、劇音楽自体はオペラ以前から存在していた。たとえば牧歌劇は大規模な舞台装置とオーケストラを使用していた。ほかに幕間劇（インテルメディオ）もあり、フランス式のバレもあった。モンテヴェルディはこれらのさまざまな形式すべてに精通していた。『オルフェオ』の音楽は多種多様な要素のほとんど無節操といっていいほどの混淆物であり、カメラータによるモノディ形式のみでなく、羊飼いたちの合唱に見えるマドリガーレの形式、名人芸的な歌曲など多彩な形式を用いた。和声法は大胆であり、また歌と踊りを結びつけ、カメラータの形式とは異なる有節歌曲形式も許容している。これによってモンテヴェルディはモノディによる音楽劇を後世のオペラに近いものにした。
『オルフェオ』にはダ・カーポ・アリア、有節歌曲、ライトモティーフ、劇的なモティーフを伴った楽器法、レチタティーヴォなど、後世のオペラに用いられる形式やその可能性がすでに示されている。しかし後世のオペラと異なる点も少なくない。合唱の多用は大きな特徴であり、いわゆるバロック・オペラが個人の歌唱を中心としているのと異なる。2幕以降の各幕は大規模な合唱で終わる。またシンフォニアなどの純粋な器楽曲も多用される。
ペーリの作品が今や名前が知られているだけといって差しつかえない状態であるのに対し、『オルフェオ』は実際の上演に耐えうるという意味で最初のオペラと言うことができる。
『オルフェオ』が作曲された当時「オペラ」という語はまだ存在しておらず、モンテヴェルディ本人はこの作品を「音楽による寓話」(favola in musica)と称している。
リブレットはマントヴァの宮廷書記だったアレッサンドロ・ストリッジョ（息子の方）によって書かれた。

## 初演

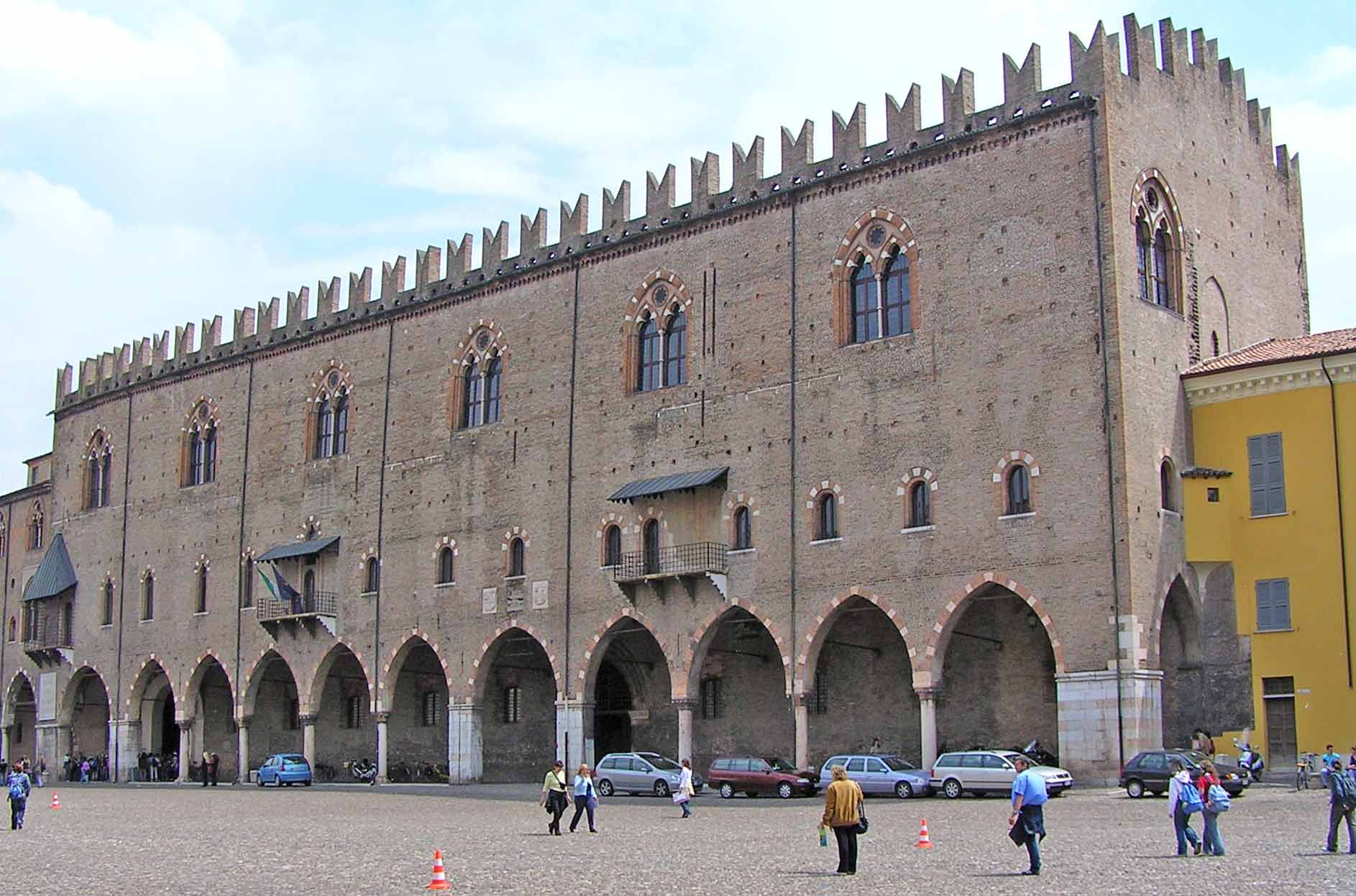
マントヴァ公爵邸の建物

正確な初演状況は不明な点も多いが、1607年2月24日の謝肉祭の日にマントヴァの公爵邸（パラッツォ・ドゥカーレ）内で、アッカデーミア・デッリ・インヴァギーティのメンバーたちを前に上演されたと考えられている（初演日は資料によって数日異なる日とされることもある）。
初演が成功であったことは明らかで、マントヴァ以外にクレモナ、トリノ、フィレンツェでも上演された。また1609年と1615年に正式な総譜が出版された。出版された楽譜には公子フランチェスコへの献辞がある。2回も印刷されたことは並外れた成功を物語る。『オルフェオ』はモンテヴェルディの生前に出版された唯一のオペラだった。
なお、初演時のストリッジョによるリブレットと出版された総譜では結末がまったく異なっている。リブレットではオルフェオがバッコスの巫女たち（マイナデス）から逃れ、巫女たちの合唱で終わっていた。しかし出版された楽譜ではアポロが出現してオルフェオを天上に引きあげる。

## 20世紀の復活上演

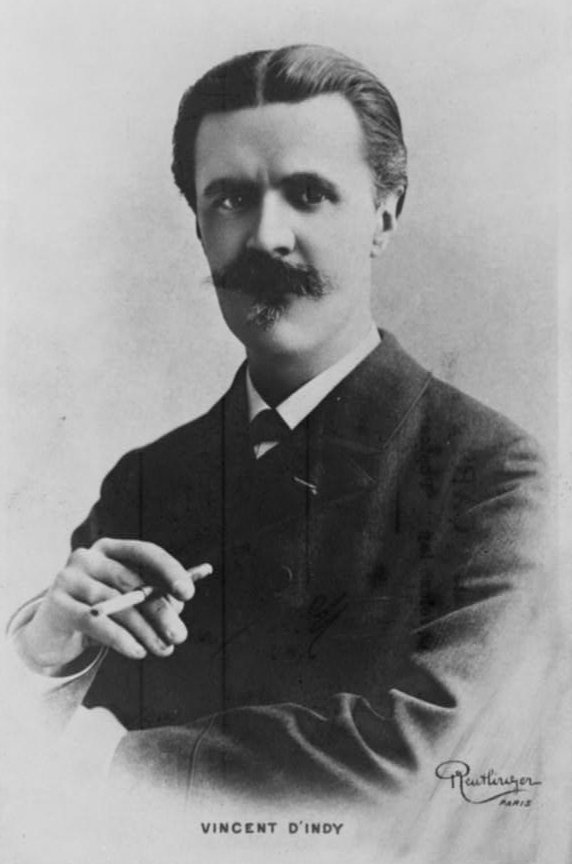
ヴァンサン・ダンディ

モンテヴェルディの死後、17世紀後半にはその作品は忘れ去られた。
1881年、ロベルト・アイトナー (Robert Eitner) が若干短縮した形で、現代の楽譜に直して出版した。
ヴァンサン・ダンディによって演奏可能な形に編曲され、パリで1904年にスコラ・カントルムによって演奏会形式で演奏、1911年にはパリのレジャーヌ劇場で復活上演された。
『オルフェオ』を現代においてどう演奏するかについてはその後も試行錯誤が続き、1925年にはカール・オルフによる復元版がマンハイムで上演された。またパウル・ヒンデミットによる復元版は1943年に演奏会形式で、1954年のウィーン芸術週間ではオペラ形式で上演された。青年時代のアーノンクールはヒンデミット版の上演を見たのが決定的な経験になったという。
最初の録音はカルージオ (Ferrucio Calusio) 指揮、スカラ座による1939年の演奏である。
古楽器による演奏は1955年にアウグスト・ヴェンツィンガーによってはじめて行われた。ただし弦楽器は近代のものを使用していた。1969年のアーノンクールとウィーン・コンツェントゥス・ムジクスの演奏では弦楽器を含めて古楽器を用いた。アーノンクール版は1969年に録音が、1978年にはジャン＝ピエール・ポネルの演出によるチューリッヒ歌劇場のビデオが販売された。1985年にはジョン・エリオット・ガーディナーとイングリッシュ・バロック・ソロイスツ版が録音されている。その後もくり返し舞台にかけられている。

## 楽器編成

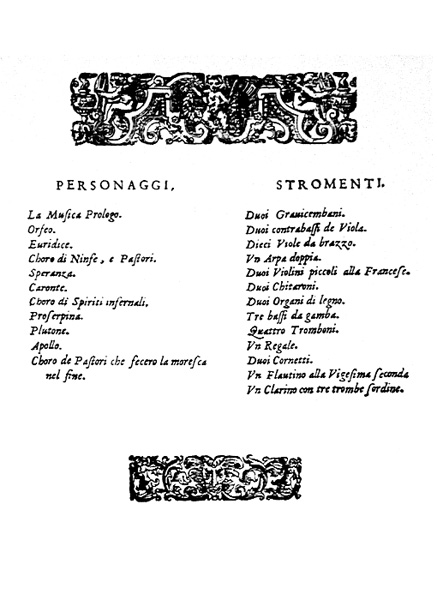
登場人物と楽器の一覧

印刷された楽譜の冒頭には以下の楽器が記されていて、非常に豊富な編成である。とくに弦楽器の種類が多い。これはインテルメディオに使用されていたオーケストラと同じものである。しかし楽譜の中で楽器が指定されている箇所はわずかしかない。また、ここにない楽器が指定されている箇所もある。
- クラヴィチェンバロ 2
- コントラバッソ・デ・ヴィオラ 2
- ヴィオラ・ダ・ブラッチョ 10 （ヴァイオリン２、ヴィオラ２、チェロ１の２セット）
- アルパ・ドッピア 1
- 小型ヴァイオリン 2
- キタローネ 2
- オルガノ・ディ・レーニョ 2
- ヴィオラ・ダ・ガンバ（バス）3
- トロンボーン 4
- レガール（英語版） 1 （オルガンの一種、冥界でのみ使われる）
- コルネット 2
- ブロックフレーテ 1
- クラリーノ 1
- 弱音器つきトランペット 3

## 登場人物
印刷された楽譜の冒頭に記された登場人物は以下のとおりだが、人物の声種について記されていない。初演時には、カストラートのジョヴァンニ・グァルベルト・マーリがムジカ（音楽）とおそらくスペランツァ（希望）を歌い、カロンテとプルトーネはバス歌手（名前は不明）、オルフェオはテノールのフランチェスコ・ラージ、エウリディーチェはソプラノ・カストラートのジロラモ・バッチーニ神父が歌ったと推測されている。アポロもオルフェオとおなじくテノールだった。
- ムジカ（音楽の擬人化）
- オルフェオ
- エウリディーチェ
- ニンフたちと羊飼いたちの合唱
- スペランツァ（希望の擬人化）
- カロンテ - 冥界の川の渡し守
- 冥界の精霊たちの合唱
- プロセルピナ - プルトーネの妻
- プルトーネ - 冥界の王
- アポロ
- 最後にモレスカ（英語版）を踊る羊飼いたちの合唱

## 内容
「トッカータ」と名付けられたファンファーレによって曲がはじまる。ファンファーレは3回くりかえされる。「最古のオペラ序曲」と呼ばれることも多いが、ニコラウス・アーノンクールによると、この曲はオペラ本編と無関係で、ゴンザーガ家の栄光をたたえるための音楽である。
ついで器楽のリトルネッロが演奏され、これが実際の前奏にあたる。このリトルネッロは第2幕の終わりと第5幕の冒頭でも再び出現し、地上の世界を表している。
ムジカ（音楽）があらわれて「プロローゴ」（導入部）を、リトルネッロをはさみながら歌う。このプロローゴは一種の有節変奏曲になっている。

### 第1幕
トラキアの野で、叙唱「この楽しく幸せな日に」(In questo lieto e fortunato giorno)にはじまるニンフと羊飼いたちの合唱がオルフェオとエウリディーチェの愛を祝福して歌い踊る。この叙唱は2つの楽句が後世のダカーポアリアに似た形に構成されている。
合唱と踊りの間に独唱がはさまる形式になっている。最初にオルフェオが太陽を讃えて「天上のバラ」(Rosa del ciel)を歌う。またエウリディーチェは「わが喜びもいかばかりか」(Io non dirò qual sia)を歌う。
後半は器楽によるリトルネッロをはさみながらニンフと羊飼いによる二重唱や三重唱が続く。

### 第2幕
前半はまだ第1幕の祝宴の音楽が続く。オルフェオの歌を羊飼いがたたえる。
突然ニンフのひとりシルヴィアが到着し、「ああ痛ましい出来事」(Ahi caso acerbo)を歌ってエウリディーチェの死を知らせる。この曲はモノディ的だが大胆な不協和音を含む。
エウリディーチェの死をなげくオルフェオの歌「わが命なる君逝きて」(Tu se' morta, mia vita, ed io respiro?)が続く。

### 第3幕
スペランツァ（希望）に力づけられてオルフェオは冥界に降りてエウリディーチェを取りもどそうとするが、冥界の川の渡し守であるカロンテはオルフェオを拒む。
ここでオルフェオはカロンテを説得するための長大な独唱「力強い霊、恐るべき神よ」(Possente spirto e formidabil nume)を歌う。この曲は名人芸的な技巧を要求し、オペラ全体でもっとも有名である。独奏ヴァイオリン、コルネット、ハープ、弦楽合奏を順に伴う。
カロンテは説得されないが、眠りこんでしまい、オルフェオはその隙に川を渡る。人間の力を讃える合唱によって幕となる。

### 第4幕
冥界の王プルトーネの妻プロセルピナはオルフェオの歌に感動し、その願いによってプルトーネはオルフェオが後ろをふりかえらないことを条件にエウリディーチェを返すことを許す。合唱とオルフェオの喜びの歌が続く。
しかしオルフェオは我慢できずに振りかえってしまう。エウリディーチェは歌いながら冥界に引きもどされる。シンフォニアと合唱によって幕となる。

### 第5幕
ふたたびトラキアの野。オルフェオは絶望して歌う。この曲はエコーの効果をともなった特殊な曲である。この効果は今や嘆きに答えてくれるのがこだまだけであることを表し、オルフェオの孤独を象徴している。
シンフォニアにつづいてアポロが出現し、オルフェオを天にあげる。アポロとオルフェオは昇天の二重唱を歌う。羊飼いの合唱がそれを見送り、モレスカを踊る。